# Czas przeszły
Czas przeszły – kategoria gramatyczna (czas gramatyczny) czasownika, która najczęściej wskazuje i nazywa wcześniejszą czynność lub wcześniejszy stan niż moment mówienia lub pisania o nich, np. poszedłem, kupiłem, spałem.
W języku polskim wyróżnia się dwa rodzaje czasu przeszłego:
- czas przeszły niedokonany – wyraża czynność przerwaną, nieukończoną w przeszłości lub powtarzającą się, tworzony od czasowników niedokonanych, np. grał, pisaliście;
- czas przeszły dokonany – wyraża czynność ukończoną w przeszłości ze związkiem z teraźniejszością i bez niego, tworzony od czasowników dokonanych, np. zagrał, napisaliście. Archaiczną formą tego czasu w języku polskim jest aoryst.

## Odmiana
| Liczba            | Osoba    | Czasownik   |
| ----------------- | -------- | ----------- |
| liczba pojedyncza | 1. (ja)  | liczyłem    |
| liczba pojedyncza | 1. (ja)  | liczyłam    |
| liczba pojedyncza | 1. (ja)  | liczyłom[1] |
| liczba pojedyncza | 2. (ty)  | liczyłeś    |
| liczba pojedyncza | 2. (ty)  | liczyłaś    |
| liczba pojedyncza | 2. (ty)  | liczyłoś[1] |
| liczba pojedyncza | 3. (on)  | liczył      |
| liczba pojedyncza | 3. (ona) | liczyła     |
| liczba pojedyncza | 3. (ono) | liczyło     |
| liczba mnoga      | 1. (my)  | liczyliśmy  |
| liczba mnoga      | 1. (my)  | liczyłyśmy  |
| liczba mnoga      | 2. (wy)  | liczyliście |
| liczba mnoga      | 2. (wy)  | liczyłyście |
| liczba mnoga      | 3. (oni) | liczyli     |
| liczba mnoga      | 3. (one) | liczyły     |